# Machine (canción de Imagine Dragons)
«Machine» (en español: «Máquina») es una canción de la banda estadounidense de Pop rock Imagine Dragons. Fue lanzada el 30 de octubre de 2018 por medio de KIDinaKORNER e Interscope Records, como el tercer sencillo de su cuarto álbum de estudio, «Origins». Fue escrita por los intérpretes y su colaborador frecuente, el productor inglés Alex Da Kid.

## Antecedentes
Un fragmento de la canción pudo escucharse dentro del tráiler de «Origins», siendo posteriormente anunciada a través de las redes sociales un día antes de su estreno. En Twitter se publicó la portada del sencillo junto con una leyenda, la cual decía: “Nuestra nueva canción, «Machine», sale MAÑANA por la mañana”.

## Composición
Durante una entrevista por parte de The Zane Lowe Show, el guitarrista Wayne Sermon explicó el proceso creativo de la canción, junto al productor Alexander Grant y el vocalista Dan Reynolds:

«Sí, esta es nuestra canción que comenzamos con Alex Da Kid, quien ha sido nuestro productor desde el principio. De hecho, comenzó con esa simple cosa de la batería al principio. Súper sencillo. Recuerdo que en el estudio Dan comenzó a [vocalizar], así que me aferré a eso en la guitarra de inmediato, así que simplemente lo dejé. Y él simplemente coincidió con eso vocalmente y despegó allí.»

## Recepción
«Machine» fue descrita por The Independent, junto a otros sencillos de «Origins», como: "Himnos que llenan estadios que gritan desafío y son lo que la mayoría calificaría como "clásicos" de Imagine Dragons".
Billboard describió la canción como "explosiva" y "poderosa".

## Presentaciones en vivo
«Machine» fue interpretada por primera vez en el Cosmopolitan de Las Vegas, Nevada, el 7 de noviembre de 2018 durante el «Origins Experience», junto con los demás sencillos principales del álbum: «Natural», «Zero» y «Bad Liar».

## Lista de sencillos
| Machine: Descarga digital |           |                 |          |  |
| N.º                       | Título    | Artista(s)      | Duración |  |
| 1.                        | «Machine» | Imagine Dragons | 3:01     |  |

## Créditos
Adaptado del booklet de «Origins».
Machine
- Interpretado por Imagine Dragons.
- Escrito por Dan Reynolds, Wayne Sermon, Ben McKee, Daniel Platzman, Alexander Grant para KIDinaKORNER.
- Publicado por Imagine Dragons Publishing (BMI) / Universal/KIDinaKORNER, KIDinaKORNER / Universal, Inc. (BMI) o/b/o Alexander Grant.
- Producido por Alex Da Kid para KIDinaKORNER.
- Programación por Alex Da Kid para KIDinaKORNER.
- Grabado en “#TheKampus” y “Ragged Insomnia Studio” (Las Vegas, Nevada).
- Ingeniería por Alexander Grant para KIDinaKORNER y Dan Reynolds.
- Mezclado por Manny Marroquin en “Larrabee Studios” (North Hollywood, California).
- Masterizado por Randy Merrill en “Sterling Sound” (Nueva York).

℗ 2018 KIDinaKORNER/Interscope Records
Imagine Dragons
- Dan Reynolds: Voz, Teclados y voces de fondo.
- Wayne Sermon: Guitarra y voces de fondo.
- Ben McKee: Bajo, Teclados y voces de fondo.
- Daniel Platzman: Batería, Percusión y voces de fondo.

## Listas de Popularidad

### Listas semanales
| Listas (2018 – 2019)                          | Máxima posición |
| --------------------------------------------- | --------------- |
| República Checa (Singles Digitál Top 100)     | 31              |
| Hungría (Stream Top 40)                       | 30              |
| Nueva Zelanda Hot Singles (RMNZ)              | 16              |
| Eslovaquia (Singles Digitál Top 100)          | 20              |
| Suecia Heatseeker (Sverigetopplistan)         | 8               |
| Estados Unidos (Hot Rock & Alternative Songs) | 17              |

### Listas de Fin de Año
| Listas (2019)                      | Posición |
| ---------------------------------- | -------- |
| EE. UU. Hot Rock Songs (Billboard) | 79       |